# Pierrefitte-sur-Loire
Pierrefitte-sur-Loire é uma comuna francesa na região administrativa de Auvérnia-Ródano-Alpes, no departamento Allier. Estende-se por uma área de 25,38 km². Em 2010 a comuna tinha 524 habitantes (densidade: 20,6 hab./km²).